# Милофановское сельское поселение

В 2013 году Милофановское сельское поселение было присоединено к Зеленцовскому

Милофановское сельское поселение — сельское поселение, существовавшее в составе Никольского района Вологодской области до 1 апреля 2013 года.
Центр — деревня Милофаново.
Население по данным переписи 2010 года — 524 человека, оценка на 1 января 2012 года — 510 человек.

## История
В 1999 году был утверждён список населённых пунктов Вологодской области. Согласно этому списку в Милофановский сельсовет входили 14 населённых пунктов.
1 января 2006 года в соответствии с Федеральным законом № 131 «Об общих принципах организации местного самоуправления в Российской Федерации» образовано Милофановское сельское поселение, в состав которого вошёл Милофановский сельсовет.
1 апреля 2013 года Милофановское сельское поселение было присоединено к Зеленцовскому.

## География
Располагалось на севере района. Граничило:
- на юге и востоке с Зеленцовским сельским поселением,
- на севере с Трофимовским сельским поселением Кичменгско-Городецкого района,
- на западе с Логдузским сельским поселением Бабушкинского района.

## Населённые пункты
В состав сельского поселения входили 14 населённых пунктов, в том числе
13 деревень,
1 посёлок.
| Населённый пункт   | ОКАТО          | Рег. номер | Расстояние до районного центра, км | Расстояние до центра поселения, км | Индекс | Координаты                      |
| ------------------ | -------------- | ---------- | ---------------------------------- | ---------------------------------- | ------ | ------------------------------- |
| деревня Виноград   | 19 234 840 002 | 5006       | 82                                 | 17                                 | 161469 | 59°59′13″ с. ш. 44°58′25″ в. д. |
| деревня Герасимово | 19 234 840 003 | 5007       | 77                                 | 12                                 | 161469 | 59°56′27″ с. ш. 44°47′44″ в. д. |
| деревня Каменка    | 19 234 840 004 | 5008       | 69                                 | 4                                  | 161466 | 59°55′25″ с. ш. 44°53′47″ в. д. |
| деревня Качуг      | 19 234 840 005 | 5009       | 82                                 | 17                                 | 161469 | 59°59′56″ с. ш. 44°52′53″ в. д. |
| деревня Красавино  | 19 234 840 006 | 5010       | 73                                 | 8                                  | 161469 | 59°57′04″ с. ш. 44°50′37″ в. д. |
| деревня Лисицыно   | 19 234 840 007 | 5011       | 74                                 | 9                                  | 161469 | 59°57′22″ с. ш. 44°49′58″ в. д. |
| деревня Милофаново | 19 234 840 001 | 5005       | 65                                 | —                                  | 161469 | 59°53′59″ с. ш. 44°55′19″ в. д. |
| деревня Перебор    | 19 234 840 008 | 5012       | 67                                 | 2                                  | 161469 | 59°54′51″ с. ш. 44°55′45″ в. д. |
| деревня Сенино     | 19 234 840 009 | 5013       | 67                                 | 2                                  | 161469 | 59°54′44″ с. ш. 44°55′11″ в. д. |
| деревня Скочково   | 19 234 840 010 | 5014       | 65                                 | —                                  | 161469 | 59°53′41″ с. ш. 44°55′56″ в. д. |
| деревня Урицкое    | 19 234 840 011 | 5015       | 70                                 | 5                                  | 161469 | 59°55′37″ с. ш. 44°53′03″ в. д. |
| посёлок Шарженга   | 19 234 840 012 | 5016       | 73                                 | 8                                  | 161469 | 59°56′34″ с. ш. 44°54′10″ в. д. |
| деревня Шилово     | 19 234 840 013 | 5017       | 65                                 | 5                                  | 161469 | 59°52′31″ с. ш. 44°51′07″ в. д. |
| деревня Широкая    | 19 234 840 014 | 5018       | 71                                 | 6                                  | 161469 | 59°56′15″ с. ш. 44°52′47″ в. д. |